# 89-es típusú harckocsi
A 89-es típusú (八九式中戦車　イ号; Hacsikjú-siki csú-szensa I-gó; Hepburn: Hachikyū-shiki chū-sensha I-gō?; közismertebb nevén Type89 I-Go/Chi-Ro) közepes harckocsi. Használták a második kínai–japán háborúban a halhin-goli csatában és a második világháborúban. A 89B típus volt a világ első dízelmotorral ellátott sorozatgyártású harckocsija. 57 mm-es lövegével a Mandzsúriában és Kínában lévő bunkerek és géppuskafészkek ellen hatékony volt és a kínai Nemzeti Forradalmi Hadsereg legtöbb páncélosánál is erősebb volt. Még az 1920-as évek végén tervezték a gyalogság támogatására. Azonban lomha volt és páncélzata sem volt vastag. Ezek a hibák a Halhin-goli csatában már megmutatkoztak és a második világháborúban már a tűzereje sem volt megfelelő.

## Tervezés

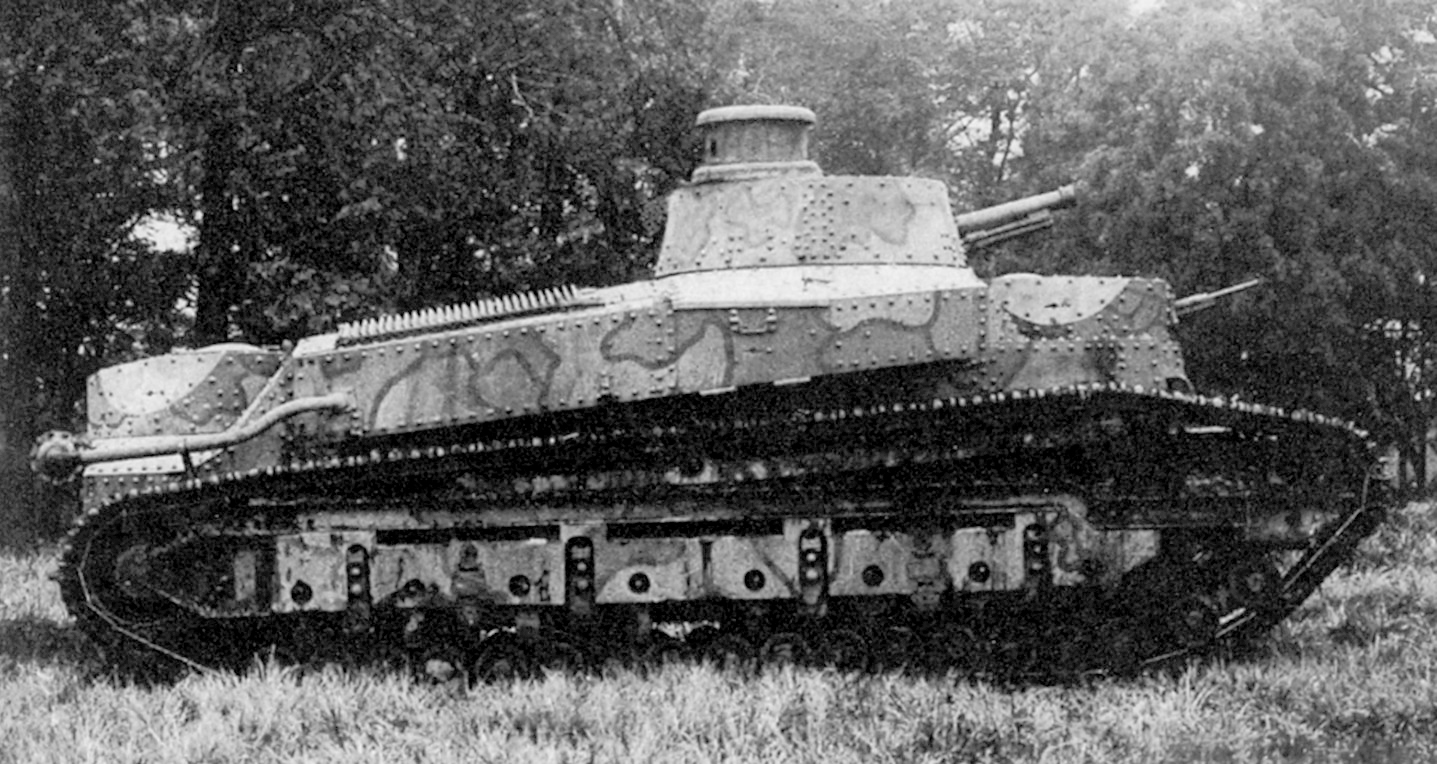
87-es típusú Chi-I 1927-ben.

1925-ben a hadsereg megbízásából az Oszaka fegyvergyár elindított egy könnyű harckocsi projektet. Feltételt volt, hogy képes legyen a gyalogság támogatására és a géppuskafészkek leküzdésére valamint, hogy a 37 mm-es lövegek tüzének álljon ellen. Meg is terveztek egy több tornyos harckocsit ez lett a 87-es típusú Csi-I. A prototípus sebessége még viszonylag elfogadható volt, de a nagy 18 tonnás súlya miatt a hadsereg vezérkara elutasította a terveket és kiírtak egy új projektet amiben kritérium volt, hogy a tömege nem haladhatja meg sokkal a 10 tonnát. A hadsereg 1927-ben megvásárolt a britektől egy Vickers Mark C Hornet tankot. Az Oszaka fegyvergyár ennek az alapján tervezte meg az új harckocsit. 1928 áprilisára el is készült az új könnyű harckocsi prototípusa és a 89-es típus nevet adták neki. A több tornyos elrendezést elvetették. 1929 áprilisáig folytak a tesztelések, amiken sikeresen átment. Mivel a tömege számos fejlesztés révén 10 tonna fölé nőtt ezért átminősítették közepes harckocsira. Elsőként a Szagami Arsenal céget bízták meg a sorozatgyártással, de később a hadsereg a Micubisi Nehéz Iparművekkel is szerződést kötöttek így ott is megindult a termelés. 1931-ben meg is kezdődött az A típus sorozatgyártása és rövidesen a Japán Császári Hadsereg alap harckocsija lett. Mikor a gyártása megkezdődött az egyik legmodernebb harckocsi volt a világon, de számos hibával küszködött. A korai modelleknél a löveg körüli illesztéseinél kis rések voltak, amin be tudtak hatolni az ellenséges lövedékek így ez a személyzetre nézve veszélyes volt. Ezt a későbbi modelleknél kijavították.
A harckocsit négy ember irányította. A parancsnok és a lövész valamint a vezető és a páncéltestben lévő géppuskának a kezelője. A toronyban a parancsnok jobb a lövész pedig bal oldalon helyezkedett el. Elsődleges fegyverzete egy 57 mm-es L/14,9, 90-es típusú löveg volt. Kiegészítő fegyverzetként két 91-es típusú 6,5 mm-es géppuskát kapott. Az egyiket páncéltestbe a másikat a torony hátuljába építették be. A löveget függőlegesen -15 és +20 fok közt lehetett kitéríteni. A löveg 380 m/s-ra tudta gyorsítani a lövedéket ezzel páncélátütése nem volt kiemelkedő. 500 méteren csupán 20 mm-et ütött át. A 87 típusnál még sima vaslapokat használtak a páncéllemezekhez ezt a 89 típusnál már a Nihon Szeikóshó Vállalatnál (Niszeko) gyártott jóval ellenállóbb acéllapokra cserélték. Az ennél a vállalatnál készült acéllapokkal felszerelt típusok a Ni megjelölést is megkapták ami a vállalat nevének a rövidítése volt. A futóműve laprugós volt és a motor a hátul lévő láncmeghajtó kerékkel volt összeköttetésben. 9-9 darab futógörgő volt mindkét oldalon és a korai modelleknél öt a későbbieknél pedig négy visszafutó görgőt használtak. Egyes járművekre fényvisszaverőket szereltek, hogy éjszaka is lehessen azonosítani őket valamint felszerelték őket egy 94-es típusú MK 4 Hei típusú rádióval. A rádió nagyjából 960 méteres vételi távolsággal rendelkezett és 89 kilogrammot nyomott. Az antennája fordított L alakú volt. A 89-es típus A változata még Daimler benzinmotorokkal voltak ellátva és a páncéltestbe épített géppuska jobb oldalon kapott helyet. Sebességük mindössze 25,5 km/h volt. A motorhoz több kisebb ajtón át fértek hozzá amire a szellőzők is fel voltak szerelve. A kipufogó a bal oldali sárvédőre került fel. Két vontatásra alkalmas kampót erősítettek hátulra. A 89-es típus B változataiba már Micubisi A6120VD léghűtéses dízelmotor került. A dízelmotornak több előnye volt. Kevesebbet fogyasztott, alacsonyabb fordulaton több nyomatékot adott le és nem volt gyúlékony valamint japánban olcsóbban állítottak elő gázolajat, mint benzint. Igaz a menetteljesítménye nem javult a tanknak. Az Otsu (ocu) megnevezést is a B típus kapta. Átalakítás volt még a módosított torony és kipufogó valamint a 4 visszafutó görgő és a páncéltestben elhelyezett géppuska,ami a bal oldalon került beépítésre

## Harci alkalmazása
Az I-Gó még az első világháborús harckocsik hagyományait követte így leginkább még az akkor alkalmazott harceljárásoknak felelt inkább meg. A harckocsi először a második kínai–japán háborúban került bevetésre széles körben. Feladata a gyalogság támogatása volt. 1931 szeptemberében Mandzsúriában támogatták a japán inváziót valamint 1932-ben Sanghajnál a Japán Császári Haditengerészet  különleges tengerészeti partraszálló erői használták. Az itt lévő géppuskafészkek és bunkerek ellen az 57 mm-es löveg, hatásos volt és a vékony páncélzata is ellenállt a kézifegyverek tüzének. Mivel a kínaiak kevés páncéltörő eszközzel rendelkeztek itt a páncélzata még jónak számított. Hátránya volt azonban az alacsony sebessége. Gyalogság támogatására még alkalmas volt, de hosszabb utakon a teherautókkal nehezen tudta tartani a tempót. 1934-ben felállításra került az első három önálló harckocsi ezred, aminek mindegyikébe tíz darab I-Gó került.

### Halhin-goli csata
Az 1. harckocsi hadtestet Jaszuoka Maszaomi irányította és a 3. és 4 harckocsi ezredekből épült fel. A 3. ezred 26 darab 89-es típusból, 4 darab új 97 típusú Csi-Ha-ból, 7 darab 94 típusú és  97 típusú kisharckocsiból állt. A 4. harckocsi ezredet Tamada Josió irányította és 35 darab 95 típusú Ha-Gó-val, 8 darab 89 típussal és 3 darab 94 típusú kisharckocsival volt felszerelve. 1939 július 2-án este az 1. harckocsi hadtest, támadást indított a szovjetek 11. harckocsi és 7. páncélos dandárja ellen. A 3. harckocsi ezred feltöltés után támadtak és a tüzérségi tűz ellenére sikerült lerohanniuk a motorizált gyalogságot és elfoglalták a szovjetek által tartott magaslatot. 21:00 óra környékén azonban a szovjet tüzérség elkezdte lőni a magaslatot és az ezred kénytelen volt visszavonulni. A 4. harckocsi ezred délkeleti irányban támadt és az Uzuru tónál szovjet, állásokba ütköztek. Éjszaka viharban indítottak támadást a vonalak ellen és 1 kilométernyire sikerült is betörniük. Összesen a két egység nagyjából 73 darab harckocsit vetett be a támadásban és alig 13 sérült meg úgy, hogy már nem lehetett megjavítani őket. 17 darabot még a helyszínen megszereltek 14 darabot pedig elküldtek nagyjavításra. Mindenesetre itt a 89-es típusnak már megmutatkoztak a gyengeségei mert a páncéltörő eszközökkel felszerelt szovjet egységekkel és harckocsikkal szemben sebezhetőnek bizonyult.

### Második világháború

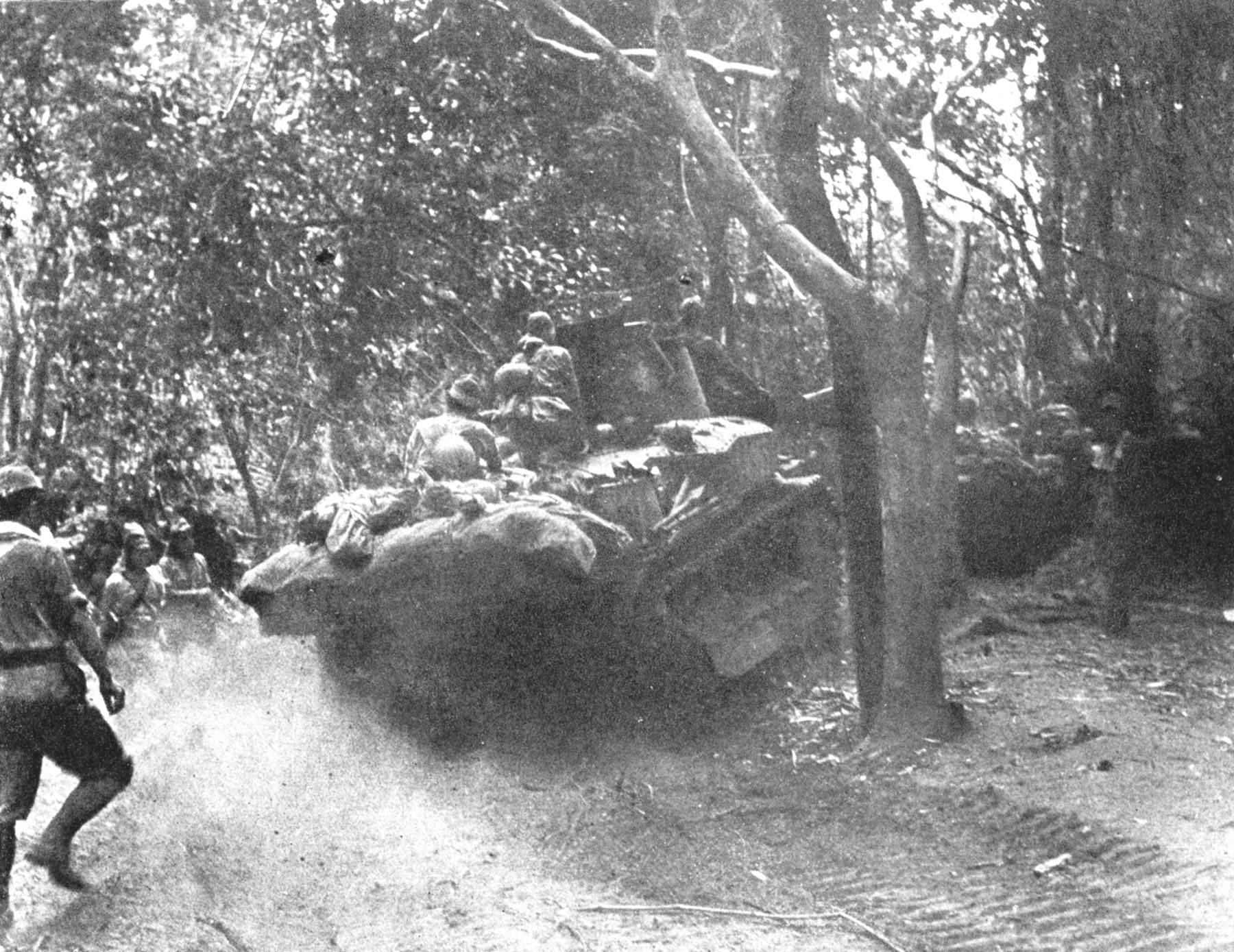
Japán katonák egy I-Gó-n a Bataan félszigeten.

Mivel az 1940-es évek elején a hibái már egyre jobban megnyilvánultak a világháborúban már csak korlátozottan vetették be. Elkezdték felváltani a 97-es típusú Csi-Ha-val és 1942-ben elkezdődött a típus fokozatos kivonása a harctérről. A Fülöp szigetei-csatában, a malajziai és burmai hadjáratban használták valamint Kínában is. Holland-Kelet Indiában és a csendes óceán déli szigetein statikus védelmi pozíciókban alkalmazták, de a gyenge páncélzat és a kis tűzerő miatt az M4 Sherman ellen alulmaradt. Az 57 mm-es löveg alacsony kezdősebessége miatt a páncélátütése elégtelennek bizonyult. Mivel páncélzata vékony volt ezért nagyobb kaliberű lövegekkel szemben különösen sérülékeny volt és a szegecselt páncélzat miatt az acéllemezek könnyen szétnyíltak.

## Műszaki adatok

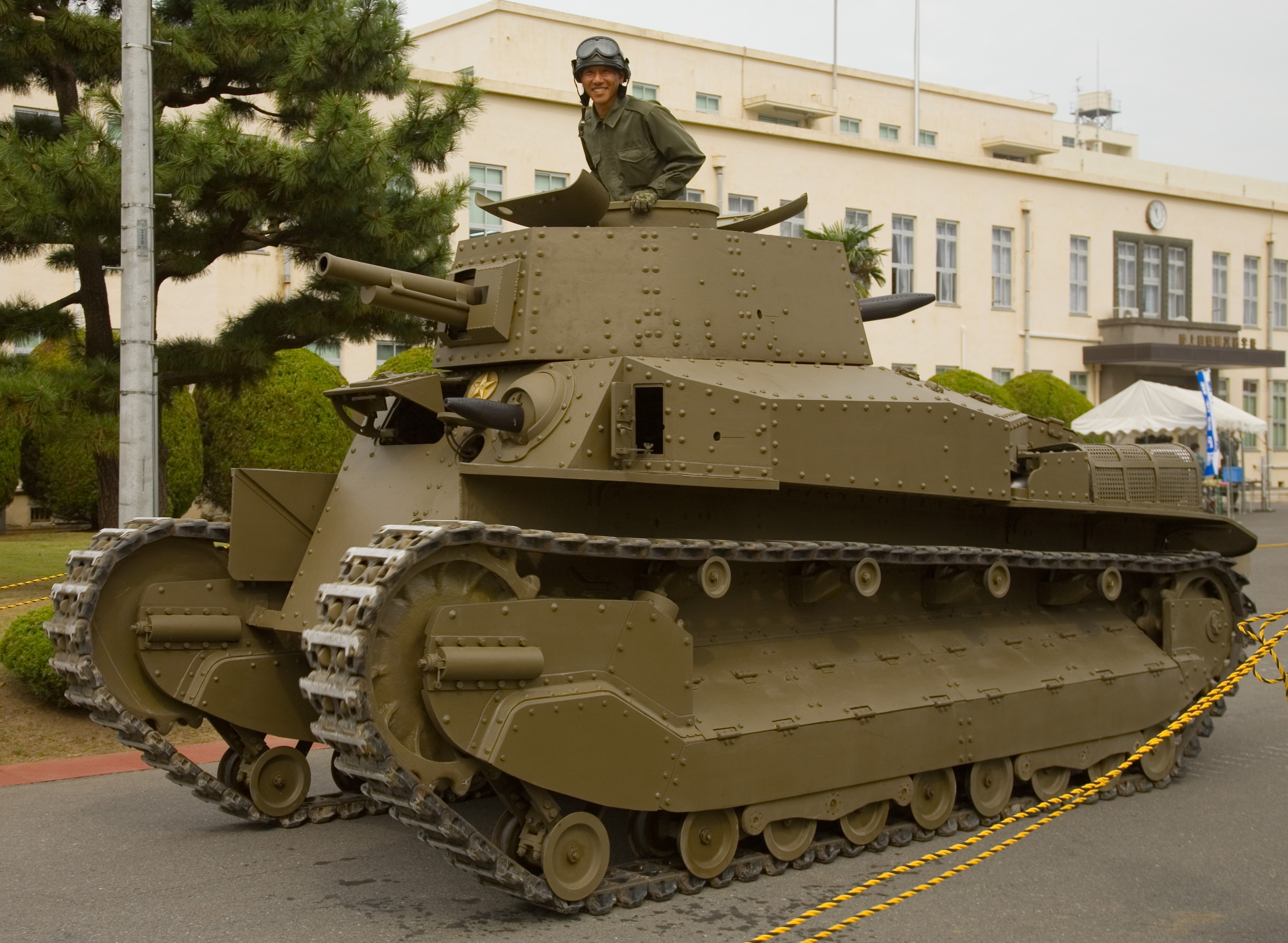
Felújított I-Gó egy japán múzeum nyílt napján.

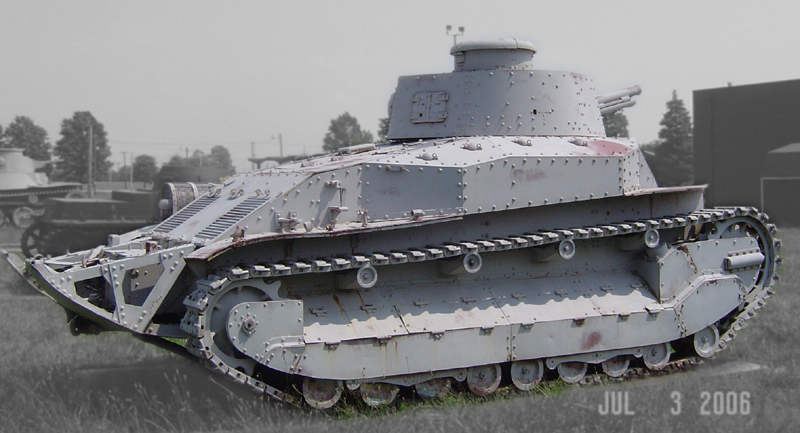
Az aberdeeni múzeumban kiállított I-Gó oldalról.

### Tulajdonságok
- Személyzet: 4 fő
- Hossz: 5,73 m
- Szélesség: 2,13 m
- Magasság: 2,56 m
- Hasmagasság: 0,48 m
- Tömeg: A típus:11,8 tonna B típus:13,6 tonna
- Legyártott mennyiség: 409 darab

### Fegyverzet
- Elsődleges fegyverzet: 57 mm-es 90-es típusú L/14,9 löveg
- Másodlagos fegyverzet: 2 darab 6,5 mm-es 91-es típusú géppuska
- Lőszer: 100 darab lőszer, 2745 darab (A típus) 2750 darab (B típus) géppuskalőszer

### Páncélzat
- Frontpáncél: 20 mm
- Oldalpáncél: 20 mm
- Hátsó páncélzat: 20 mm
- Torony eleje: 20 mm
- Torony oldala: 20 mm
- Torony hátulja: 20 mm

### Mozgékonyság
- Motor: A típus: hat hengeres Daimler benzinmotor; B típus: hat hengeres Micubisi A6120VD léghűtéses dízelmotor
- Teljesítmény: A típus:118 lóerő B típus:120 lóerő
- Fajlagos teljesítmény: A típus:10 LE/t B típus:8,8 LE/t
- Felfüggesztés: laprugós
- Sebesség: 25 km/h
- Hatótávolság: A típus:140 km B típus:170 km

## Típusváltozatok

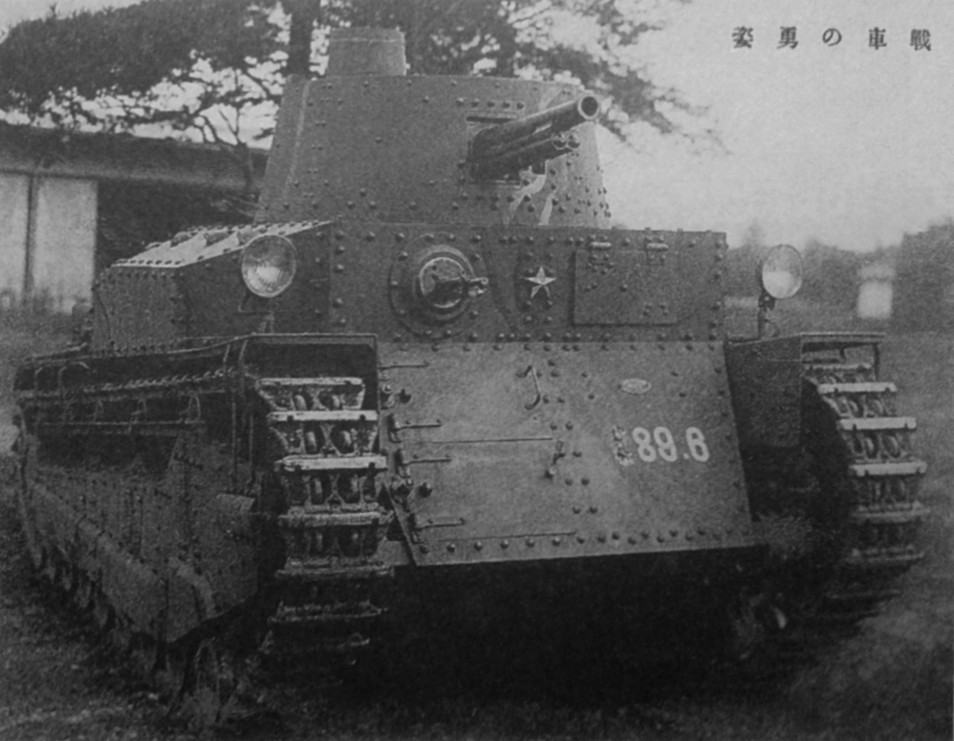
89A típusú harckocsi.

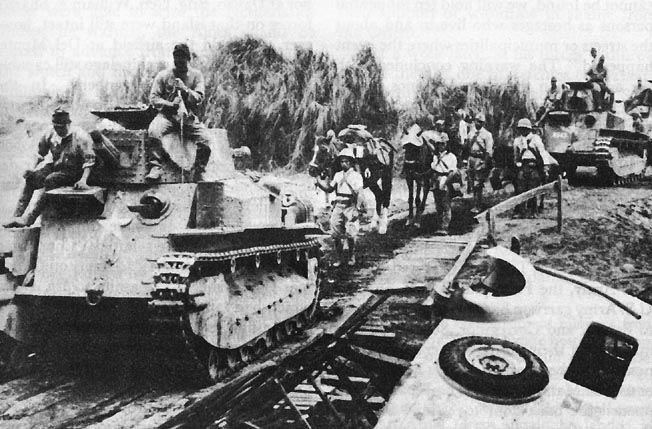
89B típusú harckocsik 1942 januárjában Manila közelében

- 89A típusú I-Gó Kō (八九式中戦車（甲型）): 1931-ben kezdődött a gyártása. Daimler benzinmotorral volt felszerelve. Tornya ovális alakú volt és laprugós futóművel volt ellátva és 9-9 darab futógörgőt kapott valamint 5 visszafutógörgőt lánctalpanként. A parancsnok egy magas és keskeny kupolán keresztül tudott kikémlelni míg a toronynak a búvónyílása a lövész felett volt. A torony jobb oldalán volt egy kis ajtó amin keresztül fel lehetett tölteni lőszerrel a harckocsit. Bal oldalon egy kis kör alakú csapóajtót helyeztek el ahol az üres lőszeres hüvelyeket lehetett kidobni. A egyik géppuskát a torony hátuljába szerelték be. A vezető bal oldalon ült és a páncéltestbe épített géppuska még jobb oldalon volt. A sárvédőkre két fényszórót is felszereltek. Nagyjából 220 darab épült belőle.

- 89B típusú I-Gó Ocu (八九式中戦車（乙型）):1936-tól átálltak a B típus gyártására. A legjelentősebb átalakítás, hogy a benzinmotort egy Micubisi dízelmotorra cserélték le. A harckocsi tömege az elődhöz képest megnőtt, így a fajlagos teljesítménye kisebb lett és mozgékonysága sem javult. Azonban a hatótávolsága megnőtt és kevésbé volt gyúlékony, ami növelte a típus harcértékét. Az első sorozatgyártású harckocsi lett a világon, amit dízelmotorral láttak el. A futóművön is módosítottak: a visszafutógörgők számát négyre csökkentették, valamint új láncmeghajtó és láncfeszítő kerekeket kapott. A kötényzetet is módosították. A torony szélesebb lett és egy új, jobb kilátást biztosító parancsnoki kupolát kapott. A külön búvónyílást is elhagyták és a kupola tetejére szerelték fel. A kis ajtó, amin keresztül lőszerrel töltötték fel, hátra került, a géppuskát pedig féloldalasan helyezték el. A páncéltestben lévő géppuskát átépítették balra, míg a vezető jobbra került. 189 darabot készítettek.

## Fordítás
- Ez a szócikk részben vagy egészben  a   Type 89 I-Go medium tank című angol Wikipédia-szócikk fordításán alapul.  Az eredeti cikk szerkesztőit annak laptörténete sorolja fel. Ez a jelzés csupán a megfogalmazás eredetét és a szerzői jogokat jelzi, nem szolgál a cikkben szereplő információk forrásmegjelöléseként.